# Artemisia transiliensis
Artemisia transiliensis là một loài thực vật có hoa trong họ Cúc. Loài này được Poljakov mô tả khoa học đầu tiên năm 1954.